# Лази (Меховський повіт)
Лази (пол. Łazy) — село в Польщі, у гміні Ксьонж-Великі Меховського повіту Малопольського воєводства.
Населення — 170 осіб (2011).
У 1975-1998 роках село належало до Келецького воєводства.

## Демографія
Демографічна структура станом на 31 березня 2011 року:
|          | Загалом | Допрацездатний вік | Працездатний вік | Постпрацездатний вік |
| -------- | ------- | ------------------ | ---------------- | -------------------- |
| Чоловіки | 91      | 16                 | 60               | 15                   |
| Жінки    | 79      | 11                 | 41               | 27                   |
| Разом    | 170     | 27                 | 101              | 42                   |